# Cinema statunitense

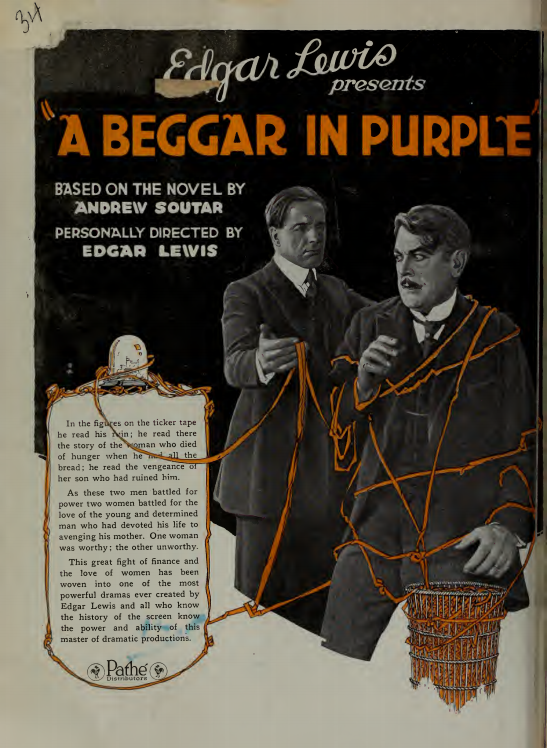
Poster del film A Beggar in Purple di Edgar Lewis

Il cinema statunitense rappresenta il mercato e la fonte di produzione principale a livello globale. Talvolta è definito come Hollywood e, soprattutto nel ventesimo secolo, ha marcato profondi effetti nell'industria cinematografica mondiale.

## Storia
Il cinema statunitense nasce nel 1894 grazie alle proiezioni di Thomas Edison. Il cinema divenne ben presto un divertimento di massa e così nel 1905 venne aperto a Pittsburgh il Nichel-Odeon, un teatro popolare dove al costo di pochi centesimi era possibile assistere alla proiezione di una pellicola della durata di circa 10-15 minuti.
Cominciarono così a proliferare generi quali il giallo, l'attualità e il comico. Il cinema non era più identificato con il documentario come in origine. Negli Stati Uniti i primi centri cinematografici importanti si stabilirono a New York e Chicago, poi però ci fu una grande svolta con la nascita di Hollywood, un sobborgo della città di Los Angeles, in California.
Con il primo conflitto mondiale si ha una grande crisi nel mondo del cinema in Europa, che favorisce molto il successo di Hollywood. Infatti, mentre la produzione cinematografica europea scende quasi sotto lo zero, quella statunitense arriva a produrre circa il 90% dei film di tutto il mondo.
Tra gli anni dieci e venti il cinema statunitense era impegnato alla produzione di comiche, molti registi e attori di questo tempo sono: Charlie Chaplin, Buster Keaton, Harold Lloyd, Harry Langdon, Stanlio e Ollio; la comicità era sulla pantomima, poiché non c'era il sonoro, e soprattutto sulle acrobazie, tanto che molti attori corsero vari rischi nei primi anni quando la sicurezza era scarsa, ma poi con l'uso delle controfigure la pericolosità diminuì. E ancora nei primi anni del XX secolo si impose la figura dell'attore e comico Will Rogers.

In seguito la Warner produsse il primo film sonoro, che impose un nuovo standard per tutti gli altri studios e per il mondo, che segnò una grande svolta nel mondo del cinema. L'idea originale era quella di registrare della musica da far sentire durante la visione del film nelle sale troppo piccole per ospitare un'orchestra dal vivo. Nel 1929, intanto, gli Stati Uniti d'America vinsero il primo Oscar al miglior film con Ali, diretto dal regista William A. Wellman.  Col tempo però si vide quanto il pubblico fosse interessato ad ascoltare la voce degli attori e così nel 1930 fu perfezionato il metodo del sonoro sincronizzato. Non tutti però accettarono questa innovazione e molti comici del muto caddero in disgrazia, Chaplin ad esempio rifiutò per circa dieci anni, ignorando il nuovo mezzo tecnico e realizzando due capolavori del muto: Luci della città (1931) e Tempi moderni (1936).

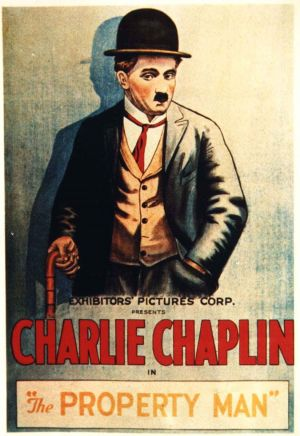
Poster del film di Charlie Chaplin Charlot trovarobe (1914)

L'arrivo del sonoro segnò anche l'arrivo di nuovi generi, come ad esempio il musical, divenuto poi importantissimo negli Stati Uniti d'America. Negli anni Trenta Hollywood mise a punto un modo di fare cinema basato sul primato dell'azione e del dialogo, che ancora oggi è un fondamentale punto di riferimento nella cinematografia mondiale: il cinema narrativo classico.
Un'altra svolta fondamentale non solo negli Stati Uniti d'America fu il Technicolor, ovvero il metodo di ripresa a colori. Questo però, visti gli elevati costi che aveva, fu utilizzato inizialmente solo per film di grande prestigio come Via col vento. In questo periodo un altro importante classico del cinema statunitense è rappresentato dal film Il mago di Oz (1939), diretto da Victor Fleming e si afferma l'attrice Shirley Temple.
Il secondo conflitto mondiale portò il cinema sia statunitense che non a trattare temi più cruenti. Si iniziò a riprendere scene anche all'aperto, oltre che negli studi, e fu inventato il piano-sequenza (una scena di durata abbastanza lunga realizzata in un'unica inquadratura, senza stacchi di montaggio). Negli anni cinquanta si verificò un grande cambiamento dei temi proposti, che divennero la delinquenza giovanile e la vita quotidiana dell'uomo di ceto sociale medio.
Tra gli anni quaranta e cinquanta nasce la figura del divo statunitense. James Dean, Marlon Brando, Burt Lancaster e Kirk Douglas sono solo alcuni esempi. Giunse così il trionfo dei grandi classici di Hollywood: il western, il melodramma, il noir, il thriller, la commedia e il musical. E per il genere western e il genere d'azione spicca Charles Bronson. Parallelamente alcuni nuovi registi iniziavano a parlare di temi che Hollywood non avrebbe mai toccato, come la minaccia atomica, la tossicodipendenza, il razzismo e l'omosessualità.
Negli anni sessanta il cinema statunitense fu poi influenzato da movimenti europei ed in particolar modo francesi. In questi anni ricordiamo l'importante figura di Lana Turner. Importanti in questo periodo anche le serie televisive, come quella di fantascienza di Star Trek, che ha avuto inizio nel 1966 e fu ideata da Gene Roddenberry.
Negli anni settanta da un canto trionfa il cinema d'intrattenimento, caratterizzato da effetti speciali e riprese spettacolari. Di questo fanno parte il genere fantascientifico e quello catastrofico. Si ha la produzione di film spettacolari e poco economici, spesso tratti da fumetti, che continua ancora adesso con la costante formazione di nuovi autori indipendenti. Dall'altro canto certi autori portano avanti un cinema di impegno e temi sociali, registi come Martin Scorsese, Peter Bogdanovich, Hal Ashby, Francis Ford Coppola, Bob Rafelson, Steven Spielberg e molti altri fanno parte di quel movimento chiamato New Hollywood. Negli anni ottanta e novanta il cinema statunitense subisce notevoli mutamenti. Con lo sviluppo dell'home video si crea infatti un tipo diverso di business, basato in maniera molto più pronunciata sugli effetti visivi e audio.